# 公阳乡
公阳乡是中华人民共和国浙江省温州市文成县下辖的一个乡。
2015年12月25日，浙江省人民政府批复同意调整峃口镇管辖范围，增设公阳乡，乡政府驻公阳村。

## 行政区划
公阳乡下辖以下村级行政区划单位：
公阳村、白石坑村、水碓宅村、鹿堡村、上岳头村、金岭村和驮尖村。